# Caracas Open 1971
Il Caracas Open 1971 è stato un torneo di tennis giocato sulla terra rossa. È stata la 16ª edizione del torneo che fa parte del Pepsi-Cola Grand Prix 1971. Si è giocato a Caracas in Venezuela dal 15 al 21 marzo 1971.

## Campioni

### Singolare maschile
Thomaz Koch ha battuto in finale  Manuel Orantes con il punteggio di 7–6 6–1 6–3

### Doppio maschile
Thomaz Koch /  Edison Mandarino hanno battuto in finale  Gerald Battrick /  Peter Curtis con il punteggio di 6–4, 3–6, 6–7, 6–4, 7–6